# 黑头噪鸦
黑头噪鸦（学名：Perisoreus internigrans），是鸦科噪鸦属的一种，为中国大陆的特有种，分布于甘肃、青海、四川、西藏等地。全球活动范围约为143,000平方千米。该物种的保护状况被评为易危。
黑头噪鸦的平均体重约为102.0克。栖息地为亚热带或热带的湿润山地林，主要栖息于山地针叶林较开阔的地带。该物种的模式产地在四川北部松潘附近。